# Ukraine aux Jeux olympiques d'hiver de 2014
L'Ukraine participe aux Jeux olympiques d'hiver de 2014 à Sotchi en Russie du 7 au 23 février 2014. Il s'agit de sa sixième participation à des Jeux d'hiver.

## Liste des médaillés
| Sport                  | Discipline    | Athlète(s)                                                   | Date            |
| Médaille d'or : 1      |               |                                                              |                 |
| Biathlon               | Relai féminin | Vita Semerenko Juliya Dzhyma Valj Semerenko Olena Pidhrushna | 21 février 2014 |
| Médaille de bronze : 1 |               |                                                              |                 |
| Biathlon               | Sprint femmes | Vita Semerenko                                               | 9 février 2014  |

| Sport    | Médaille d'or, Jeux olympiques | Médaille d'argent, Jeux olympiques | Médaille de bronze, Jeux olympiques | Total |
| -------- | ------------------------------ | ---------------------------------- | ----------------------------------- | ----- |
| Biathlon | 1                              | 0                                  | 1                                   | 2     |

## Départ de sportifs à la suite des événements de Kiev
À la suite de la violente répression des manifestations à Kiev pendant les Jeux, quelques-uns des 43 sportifs de la délégation ukrainienne décident de quitter Sotchi le 20 février. C'est notamment le cas de la slalomeuse Bogdana Matsotska qui déclare : « En solidarité avec les révolutionnaires sur les barricades de la place Maidan, et en signe de protestation, nous refusons de participer aux futures épreuves. »